# Championnats du monde de ski acrobatique 2021
Navigation
2019 Park City 2023 Bakuriani
Les Championnats du monde de ski acrobatique 2021 sont la 18e édition des championnats du monde de ski acrobatique, prévue initialement à Zhangjiakou en Chine, puis à Calgary au Canada, qui se déroule sur 3 sites différents en raison de la pandémie de Covid-19 :
- Les épreuves de skicross ont lieu du 10 au 13 février à Idre Fjäll en Suède[1]
- Les épreuves de bosses et de sauts prennent place du 8 au 11 mars, à Almaty au Kazakhstan[2]
- Les épreuves de freeski (big air, half-pipe, slopestyle) se déroulent du 10 au 16 mars à Aspen aux États-Unis[3]

Ils sont organisés conjointement aux championnats du monde de snowboard, notamment pour les épreuves de ski cross à Idre Fjäll et les épreuves de freeski à Aspen.
Du fait de l'exclusion de la Russie par le Tribunal arbitral du sport de toutes compétitions internationales jusqu'en décembre 2022, les athlètes russes ne peuvent représenter officiellement la Russie. Ils participent donc de manière « neutre » à la compétition en représentant leur fédération sportive, la Fédération Russe de Ski (Russian Ski Federation en anglais).

## Programme
| Q | Qualifications |  | Finale |

| Idre Fjäll          | Idre Fjäll | Idre Fjäll | Idre Fjäll | Idre Fjäll |
| Événement↓ / Date → | Mer 10/02  | Jeu 11/02  | Ven 12/02  | Sam 13/02  |
| ------------------- | ---------- | ---------- | ---------- | ---------- |
| Skicross            | Q          |            |            |            |

| Almaty              | Almaty    | Almaty    | Almaty    | Almaty    | Almaty    | Almaty    | Almaty    |
| Événement↓ / Date → | Lun 08/03 | Lun 08/03 | Mar 09/03 | Mar 09/03 | Mer 10/03 | Mer 10/03 | Jeu 11/03 |
| ------------------- | --------- | --------- | --------- | --------- | --------- | --------- | --------- |
| Bosses              | Q         |           |           |           |           |           |           |
| Bosses en parallèle |           |           | Q         |           |           |           |           |
| Sauts               |           |           |           |           | Q         |           |           |
| Sauts par équipes   |           |           |           |           |           |           |           |

| Aspen               | Aspen     | Aspen     | Aspen     | Aspen     | Aspen     | Aspen     | Aspen     |
| Événement↓ / Date → | Mer 10/03 | Jeu 11/03 | Ven 12/03 | Sam 13/03 | Dim 14/03 | Lun 15/03 | Mar 16/03 |
| ------------------- | --------- | --------- | --------- | --------- | --------- | --------- | --------- |
| Big Air             |           |           |           |           |           | Q         |           |
| Halfpipe            | Q         |           |           |           |           |           |           |
| Slopestyle          |           | Q         |           |           |           |           |           |

| \| Aspen Idre Fjäll Almaty \| Sites des compétitions |
| Aspen Idre Fjäll Almaty                              |

| Aspen Idre Fjäll Almaty |

## Tableau des médailles
| Rang  | Nation                  | Or | Argent | Bronze | Total |
| ----- | ----------------------- | -- | ------ | ------ | ----- |
| 1     | Fédération Russe de Ski | 4  | 2      | 3      | 9     |
| 2     | Canada                  | 2  | 3      | 1      | 6     |
| 2     | Suisse                  | 2  | 3      | 1      | 6     |
| 4     | Chine                   | 2  | 0      | 1      | 3     |
| 4     | Suède                   | 2  | 0      | 1      | 3     |
| 6     | France                  | 1  | 2      | 1      | 4     |
| 7     | Australie               | 1  | 1      | 0      | 2     |
| 8     | Nouvelle-Zélande        | 1  | 0      | 0      | 1     |
| 9     | États-Unis              | 0  | 3      | 3      | 6     |
| 10    | Kazakhstan              | 0  | 1      | 2      | 3     |
| 11    | Grande-Bretagne         | 0  | 0      | 1      | 1     |
| 11    | Japon                   | 0  | 0      | 1      | 1     |
| Total | Total                   | 15 | 15     | 15     | 45    |

## Podiums

### Bosses
Hommes
| Épreuves            | Or               | Argent         | Bronze          |
| ------------------- | ---------------- | -------------- | --------------- |
| Bosses              | Mikaël Kingsbury | Benjamin Cavet | Pavel Kolmakov  |
| Bosses en parallèle | Mikaël Kingsbury | Matt Graham    | Ikuma Horishima |

Femmes
| Épreuves            | Or                        | Argent                    | Bronze                    |
| ------------------- | ------------------------- | ------------------------- | ------------------------- |
| Bosses              | Perrine Laffont           | Yuliya Galysheva          | Anastassia Smirnova (FRS) |
| Bosses en parallèle | Anastassia Smirnova (FRS) | Viktoriia Lazarenko (FRS) | Anastasiya Gorodko        |

### Saut
Hommes
| Épreuves | Or                | Argent             | Bronze             |
| -------- | ----------------- | ------------------ | ------------------ |
| Saut     | Maxim Burov (FRS) | Christopher Lillis | Pavel Krotov (FRS) |

Femmes
| Épreuves | Or         | Argent          | Bronze                |
| -------- | ---------- | --------------- | --------------------- |
| Saut     | Laura Peel | Ashley Caldwell | Liubov Nikitina (FRS) |

Mixte
| Épreuves         | Or                                                                    | Argent                                           | Bronze                                                           |
| ---------------- | --------------------------------------------------------------------- | ------------------------------------------------ | ---------------------------------------------------------------- |
| Saut par équipes | Fédération Russe de Ski- Liubov Nikitina - Pavel Krotov - Maxim Burov | Suisse- Carol Bouvard - Pirmin Werner - Noé Roth | États-Unis- Ashley Caldwell - Eric Loughran - Christopher Lillis |

### Skicross
Hommes
| Épreuves                      | Or        | Argent         | Bronze      |
| ----------------------------- | --------- | -------------- | ----------- |
| Ski cross Résultats détaillés | Alex Fiva | François Place | Erik Mobärg |

Femmes
| Épreuves                      | Or             | Argent      | Bronze       |
| ----------------------------- | -------------- | ----------- | ------------ |
| Ski cross Résultats détaillés | Sandra Näslund | Fanny Smith | Alizée Baron |

### Freeski
Hommes
| Épreuves   | Or               | Argent             | Bronze         |
| ---------- | ---------------- | ------------------ | -------------- |
| Big Air    | Oliwer Magnusson | Édouard Therriault | Kim Gubser     |
| Half-Pipe  | Nico Porteous    | Simon d'Artois     | Birk Irving    |
| Slopestyle | Andri Ragettli   | Colby Stevenson    | Alexander Hall |

Femmes
| Épreuves   | Or                       | Argent               | Bronze       |
| ---------- | ------------------------ | -------------------- | ------------ |
| Big Air    | Anastasia Tatalina (FRS) | Lana Prusakova (FRS) | Gu Ailing    |
| Half-Pipe  | Gu Ailing                | Rachael Karker       | Zoe Atkin    |
| Slopestyle | Gu Ailing                | Mathilde Gremaud     | Megan Oldham |